# Probles ruficornis
Probles ruficornis is een vliesvleugelig insect uit de familie van de gewone sluipwespen (Ichneumonidae). De wetenschappelijke naam van de soort werd voor het eerst geldig gepubliceerd in 1899 door Gyözö Viktor Szépligeti.